# Sherman Alexie

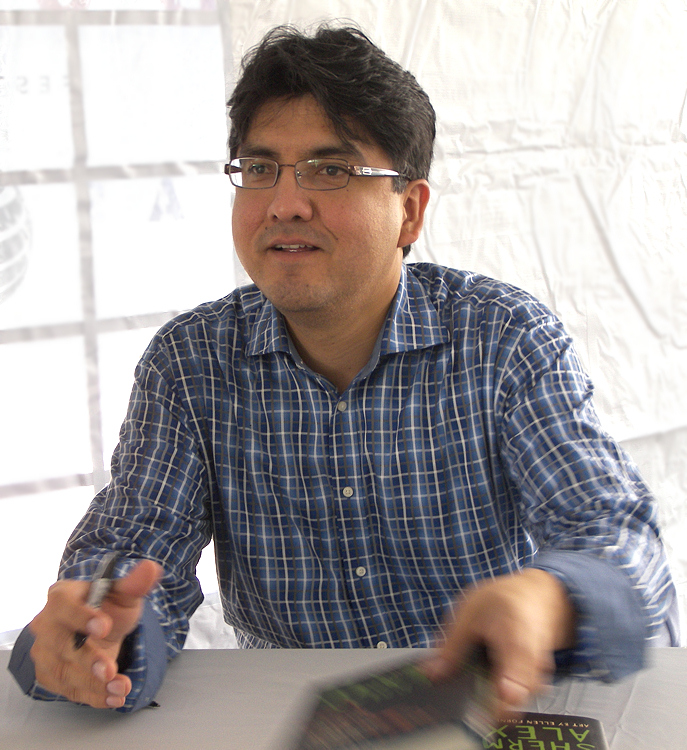
Sherman Alexie in 2007

Sherman Alexie Joseph, Jr. (Wellpinit (Washington), 7 oktober 1966) is een Amerikaans dichter, schrijver en filmmaker die schrijft over ras en politiek in een scherpe, taboeloze stijl. Veel van zijn teksten zijn gebaseerd op zijn ervaringen als inheemse Amerikaan; als Spokane–Coeur d'Alene-indiaan groeide hij op in het Spokane Indian Reservation. Alexie woont in Seattle.
Als Spokane-Coeur d'Alene-indiaan is Sherman Alexie misschien wel de meest populaire en prestigieuze indiaanse schrijver van de Verenigde Staten. Hij is bekender en invloedrijker dan andere inheems-Amerikaanse schrijvers omdat hij in een aantal verschillende genres schrijft en publiceert op grote schaal, films maakt en vaak in tv-programma's verschijnt als commentator. 
Alexies vroege literaire invloeden waren John Steinbeck, William Faulkner, Ernest Hemingway, Emily Dickinson, Stephen King en Walt Whitman. Aan Washington State University bezorgde de schrijver en dichter Alex Kuo hem boeken van inheems-Amerikaanse schrijvers, wat voor hem een openbaring was.
Enkele van zijn bekendste werken zijn The Lone Ranger and Tonto Fistfight in Heaven (1993, een boek met korte verhalen), en Smoke Signals (1998), een film van zijn scenario op basis van The Lone Ranger and Tonto Fistfight in Heaven. Zijn dichtbundels bevatten vaak uitgebreide prozastukken, zoals in The Business of Fancydancing (1992), First Indian on the Moon (1993) en One Stick Song (2000). Zijn eerste roman, Reservation Blues, kreeg in 1996 een van de vijftien American Book Awards. Zijn eerste roman voor jongvolwassenen, The Absolutely True Diary of a Part-Time Indian, is een semi-autobiografische roman die in 2007 de American National Book Award for Young People's Literature won, alsook de Odyssee Award van 2008 voor het beste audioboek voor jongeren (gelezen door Alexie zelf). Zijn verzameling van korte verhalen en gedichten, getiteld War Dances, won in 2010 de PEN / Faulkner Award for Fiction. In 2013 ontving hij de John Dos Passos Prize.
- Bibsys: 90755265
- Biblioteca Nacional de España: XX825792
- Bibliothèque nationale de France: cb129548486 (data)
- CiNii: DA0980578X
- Gemeinsame Normdatei: 115374930
- International Standard Name Identifier: 0000 0001 1569 383X
- Library of Congress Control Number: n91093126
- Nationale Bibliotheek van Letland: 000240624
- MusicBrainz: 70237bc5-c2e1-4152-a631-ca319899254f
- Bibliotheek van het Japanse parlement: 00714467
- Nationale Bibliotheek van Tsjechië: xx0017510
- Nationale bibliotheek van Australië: 58809298
- Nationale Bibliotheek van Israël: 987007304289405171
- Nationale en Universitaire bibliotheek Zagreb: 000547423
- Nederlandse Thesaurus van Auteursnamen: 111069483
- Istituto Centrale per il Catalogo Unico: TO0V161899
- LIBRIS: 335376
- SNAC: w66h52mn
- Système universitaire de documentation: 057036098
- Trove: 1175613
- Virtual International Authority File: 46892548
- WorldCat: E39PBJkMDMrKYxTjgpHdGQyGHC